# Rituparna
Rituparna ( sanskrit : ऋतुपर्ण) est un roi d'Ayodhya présent dans la littérature hindoue. Appartenant au Suryavamsha (dynastie solaire), il apparaît dans la légende du roi Nala et Damayanti dans le Mahabharata. Il emploie Nala dans les écuries et la cuisine, sous le pseudonyme de Bahuka,.

## Légende
Le roi-serpent Karkotaka a conseillé à Nala de se rendre à la cour du roi Rituparna d'Ayodhya, employé comme conducteur de char du roi sous le pseudonyme de Bahuka.
Damayanti, l'épouse de Nala, soupçonnait que son mari vivait désormais à la cour d'Ayodhya. Elle envoya un Brahmana nommé Sudeva pour lui servir de messager auprès de Rituparna, l'invitant à son deuxième svayamvara, qui devait avoir lieu le lever du soleil suivant. Rituparna se dirigea immédiatement vers le royaume de Vidarbha, avec Nala comme conducteur de char. A un certain moment du voyage, lorsque son manteau tomba par terre, il demanda à Nala de s'arrêter pour qu'il puisse le récupérer ; à sa grande surprise, Nala avait parcouru une distance d'un yojana à ce moment-là depuis l'endroit où son manteau était tombé. En observant un arbre dans la forêt, Rituparna a pu offrir un décompte précis du nombre de feuilles et de fruits qui le composent. En échange de l'enseignement du mantra Akṣahṛdaya à Nala, qui lui offrait la maîtrise du jeu, il apprit le mantra Aśvahṛdaya, qui lui offrait la maîtrise de l'équitation. En atteignant Vidarbha, après une série de tests, il réalisa que le deuxième svayamvara était un plan de Damayanti, visant finalement à se réconcilier avec son mari, Nala. N'ayant aucun ressentiment, Rituparna était heureux des retrouvailles du couple et retourna dans son royaume.